# Никольский сельсовет (Амурская область)
Нико́льский сельсове́т — упразднённое муниципальное образование со статусом сельского поселения в составе Белогорского района Амурской области. 
Административный центр — село Никольское.
Законом от 22 мая 2020 года упразднён в результате преобразования Белогорского района в муниципальный округ.

## История
19 января 2005 года в соответствии с Законом Амурской области № 419-ОЗ муниципальное образование наделено статусом сельского поселения.

## Население
| 2002  | 2010  | 2011  | 2012  | 2013  | 2014  | 2015  |
| ----- | ----- | ----- | ----- | ----- | ----- | ----- |
| 2126  | ↘2012 | ↘2001 | ↘1987 | ↘1968 | ↘1945 | ↘1927 |
| 2016  | 2017  | 2018  |       |       |       |       |
| ↘1901 | ↘1881 | ↘1850 |       |       |       |       |

## Состав сельского поселения
| № | Населённый пункт | Тип населённого пункта       | Население |
| - | ---------------- | ---------------------------- | --------- |
| 1 | Киселеозёрка     | село                         | ↘217      |
| 2 | Ключи            | село                         | ↘184      |
| 3 | Никольское       | село, административный центр | ↗1549     |